# Landébia
Landébia är en kommun i departementet Côtes-d'Armor i regionen Bretagne i nordvästra Frankrike. Kommunen ligger i kantonen Plancoët som tillhör arrondissementet Dinan. År 2022 hade Landébia 442 invånare.

## Befolkningsutveckling
Antalet invånare i kommunen Landébia
Referens:INSEE